# Meglena Kuneva
Meglena Shtilianova Kuneva (en búlgar: Меглена Щилянова Кунева) (Sofia, Bulgària 1957) és una política i professora universitària búlgara que fou Comissària Europea de Protecció al Consumidor en la Comissió Barroso I.

## Biografia
Va néixer el 22 de juny del 1957 a la ciutat de Sofia. Va estudiar dret a la Universitat de Sofia, en la qual es va llicenciar el 1981 i doctorar el 1984. Interessada en la docència, posteriorment fou professora de dret en aquest mateix centre.

## Activitat política
Membre del Moviment Nacional Simeó II (NDSV), el juny de 2001 fou escollida diputada al Parlament de Bulgària. L'agost d'aquell any abandonà el seu escó per esdevenir Ministra d'Afers Exteriors en el govern dirigit per Simeó de Saxònia-Coburg Gotha i Cap del comitè negociador del seu país amb la Unió Europea per la integració de Bulgària en aquesta organització. El 2002 fou nomenada Ministra d'Assumptes Europeus, la primera persona a ocupar aquest càrrec, càrrec que va mantenir fins al 2005, moment en el qual seu partit perdé les eleccions davant els socialistes búlgars.
En novembre del 2006 fou nomenada pel seu país Comissària Europea, assumint la funció de Protecció al Consumidor en la Comissió Barroso l'1 de gener de 2007.